# Eton College
Eton College (col·legi d'Eton) sovint citat simplement com Eton, és un college, una escola independent del Regne Unit per a nois de 13 a 18 anys. Fundada l'any 1440 pel rei Enric VI d'Anglaterra com a The King's College of Our Lady of Eton besides Wyndsor». És a la localitat d'Eton (Berkshire), prop de Windsor (Anglaterra) al nord del Castell de Windsor (Windsor Castle). Es tracta d'una de les nou escoles independents (public schools) definides per la Llei de Public Schools de 1868. Compta entre els milers d'alumnes que hi han estudiat David Cameron i altres primers ministres del Regne Unit. S'ha dit que és la més famosa public school del món.

## Història
Eton College va ser fundat per donar educació a setanta nois pobres que podien anar al King's College, Cambridge, fundat pel mateix rei el 1441. Al segle xix l'arquitecte John Shaw Jr (1803-70) va passar a ser el supervisor d'Eton i dissenyà noves parts del college.
Se cita sovint que Arthur Wellesley, el primer duc de Wellington, va dir que «la batalla de Waterloo es va guanyar en els camps de joc d'Eton». Wellington va estar a Eton de 1781 a 1784.

## Pel·lícules parcialment filmades a Eton
Aquesta és una llista de films parcialment filmats a Eton.
- Aces High  (1976)
- Carros de foc (1981)
- Young Sherlock Holmes (1985)
- The Fourth Protocol (1987)
- The Secret Garden (1993)
- La follia del rei George (1994)
- Mansfield Park (1999)
- Shakespeare in Love (1998)
- A Dance to the Music of Time (1997 mini-sèries de TV)
- My Week With Marilyn (2010)